# Traité de Chaumont

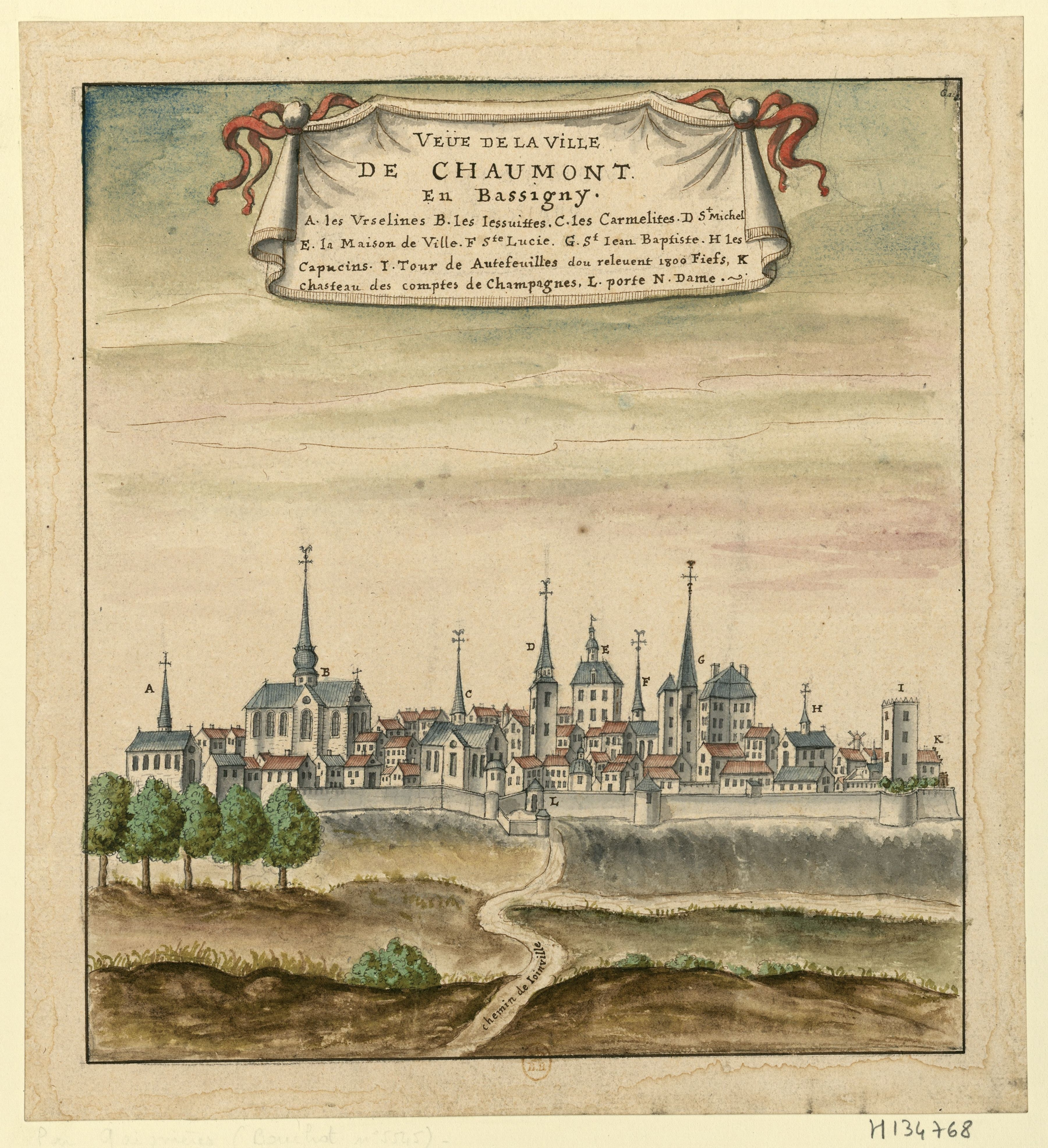
Gravure de 1700 de Louis Boudan montrant une vue de la ville de Chaumont (France).

Le traité de Chaumont est un pacte de vingt ans signé entre l'Autriche, la Russie, la Prusse et le Royaume-Uni le 1er mars 1814 à Chaumont en France, par lequel les parties signataires s'engagent à ne signer aucune paix, convention ou traité séparé avec la France.

## Contexte politique et géostratégique
Durant la campagne de France, la coalition rencontre une forte résistance des restes de l'armée de Napoléon Ier, qui remporte plusieurs victoires ; à Saint Dizier, Brienne, etc.. (cf Liv. XXII, chap.9, des Mémoires d'outre-tombe de Chateaubriand). Au sein de la coalition, l'Autriche commence à penser à signer une paix séparée avec la France. Pour rétablir l'union de la coalition, les quatre nations signent le pacte de Chaumont. Les membres s'engagent à ne signer aucune paix, convention ou traité séparé avec la France et acceptent de continuer le combat jusqu'à la victoire (article 2).
De plus, si une des parties prenantes est menacée par l'armée française, les trois autres nations s'engagent à lui porter assistance avec un corps de 60 000 hommes chacun. En raison de sa position géographique, le Royaume-Uni a la possibilité de substituer à cette aide humaine une aide financière (article 9). En outre, les parties prenantes de l'accord s'engagent à établir une paix durable en Europe, préservée des ambitions françaises (article 5). Pour renforcer les liens entre les quatre nations, le pacte est signé séparément avec chacune des autres nations signataires.
Selon Robert Rothstein (pl), le traité de Chaumont est la formalisation de la division entre grandes et petites puissances.